# Navagraha-Tempel
Die Navagraha-Tempel sind eine Gruppe von neun Hindu-Tempeln im Kaveri-Delta im Süden Indiens, die den personifizierten neun Himmelskörpern der hinduistischen Astrologie (Navagraha) gewidmet sind. Sie befinden sich in einem Radius von 60 Kilometern um die Stadt Kumbakonam an neun kleinen Orten in den Distrikten Thanjavur, Tiruvarur und Mayiladuthurai des Bundesstaates Tamil Nadu sowie im Distrikt Karaikal des Unionsterritorium Puducherry.
Die meisten shivaitischen Tempel in Tamil Nadu besitzen einen Schrein, der den Navagrahas geweiht ist. Im Fall der Navagraha-Tempel ist aber jeder der neun Tempel jeweils einem der neun Himmelskörper gewidmet. Im Tempel von Sooriyanarkoil ist der Sonnengott Surya die Hauptgottheit. Die anderen Navagraha-Tempel sind dagegen allesamt Shiva-Tempel mit einem Schrein für jeweils einen der Navagrahas. Die Navagraha-Tempel sind ein Beispiel für einen Cluster von Tempeln, die zu einer Gruppe zusammengefasst werden. Andere bekannte Tempelcluster sind in Tamil Nadu die Pancha-Bhuta-Tempel, in denen sich Shiva nach hinduistischer Vorstellung in jeweils einem der fünf Elemente verkörpert, und die sechs Wallfahrtsstätten (Arupadaividu) des Gottes Murugan oder die zwölf Jyotirlingas, die über ganz Indien verteilt sind. Ein zweiter, weniger bekannter Navagraha-Tempelcluster befindet sich im Distrikt Tirunelveli im Süden Tamil Nadus.
Sechs der Navagraha-Tempel werden bereits im Tevaram, einer Sammlung devotionaler Hymnen aus dem 7. und 8. Jahrhundert, besungen. Die Assoziation der Navagraha-Schreine zu einem Cluster von neun Tempeln ist aber deutlich jüngeren Datums. Heute sind sie beliebte Pilgerziele, die entweder einzeln oder gesammelt im Rahmen von Wallfahrtsreisen besucht werden. Verschiedene Veranstalter bieten ein- bis mehrtägige organisierte Touren an, bei denen alle neun Navagraha-Tempel aufgesucht werden.

## Liste der Navagraha-Tempel
| Himmelskörper                   | Tempel                    | Ort               | Koordinaten          | Bild              |
| ------------------------------- | ------------------------- | ----------------- | -------------------- | ----------------- |
| Surya (Sonne)                   | Suryanar-Tempel           | Sooriyanarkoil    | 11° 2' N, 79° 29' O  | Sooriyanarkoil    |
| Chandra (Mond)                  | Kailasanathar-Tempel      | Thingalur         | 10° 54' N, 79° 8' O  | Thingalur         |
| Mangala (Mars)                  | Vaitheeswaran-Tempel      | Vaitheeswarankoil | 11° 12' N, 79° 43' O | Vaitheeswarankoil |
| Budha (Merkur)                  | Suvedharanyeswarar-Tempel | Tiruvenkadu       | 11° 11' N, 79° 49' O | Tiruvenkadu       |
| Brihaspati (Jupiter)            | Aabhatsakayeswarar-Tempel | Alangudi          | 10° 50' N, 79° 25' O | Alangudi          |
| Shukra (Venus)                  | Agniswarar-Tempel         | Kanjanur          | 11° 3' N, 79° 30' O  | Kanjanur          |
| Shani (Saturn)                  | Darbaranyeswarar-Tempel   | Tirunallar        | 10° 56' N, 79° 48' O | Tirunallar        |
| Rahu (aufsteigender Mondknoten) | Nageswarar-Tempel         | Tirunageswaram    | 10° 58' N, 79° 26' O | Tirunageswaram    |
| Ketu (absteigender Mondknoten)  | Naganathar-Tempel         | Keezhperumpallam  | 11° 8' N, 79° 50' O  | Keezhperumpallam  |